# Rankenheim

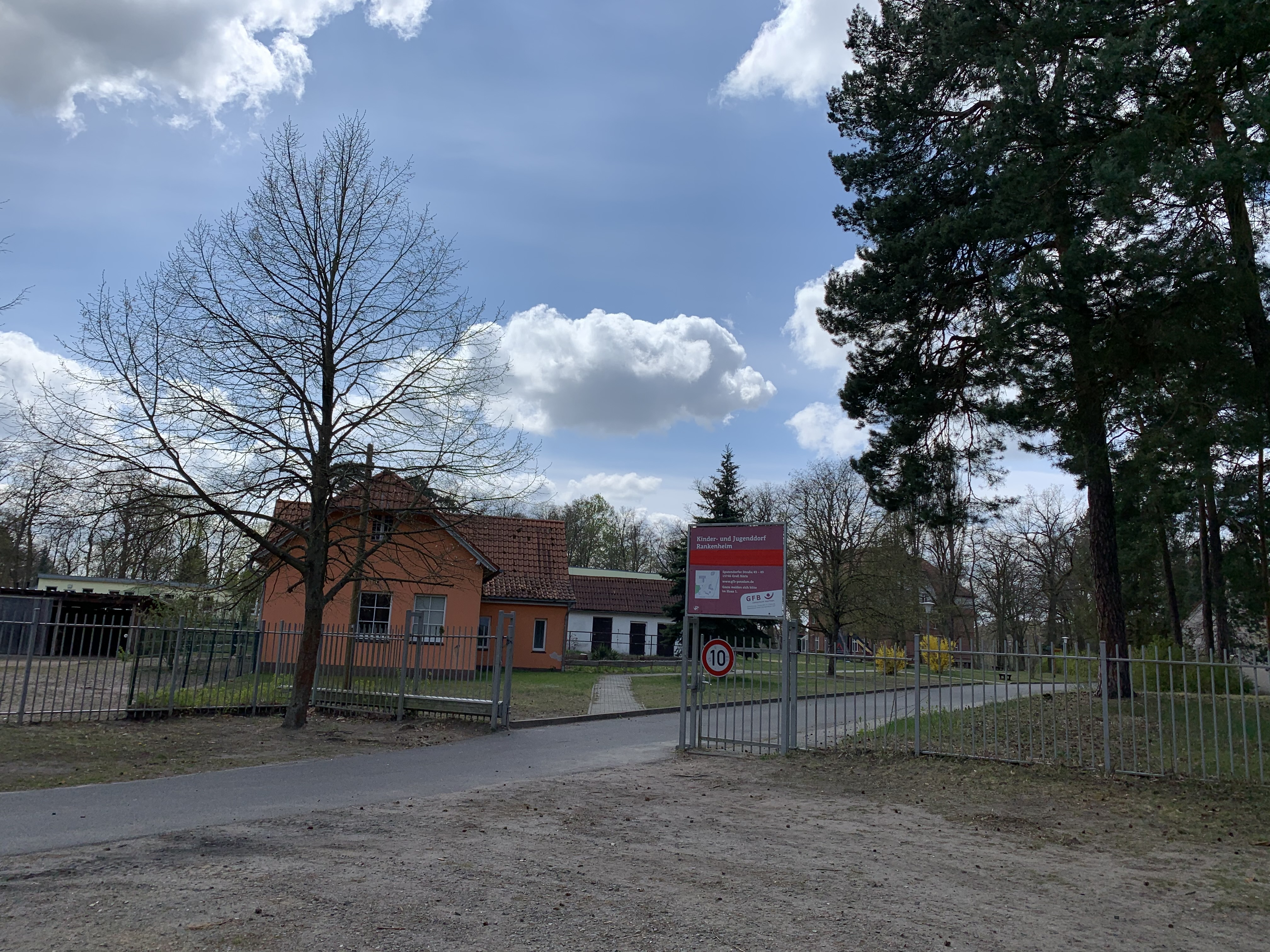
Kinder- und Jugenddorf Rankenheim

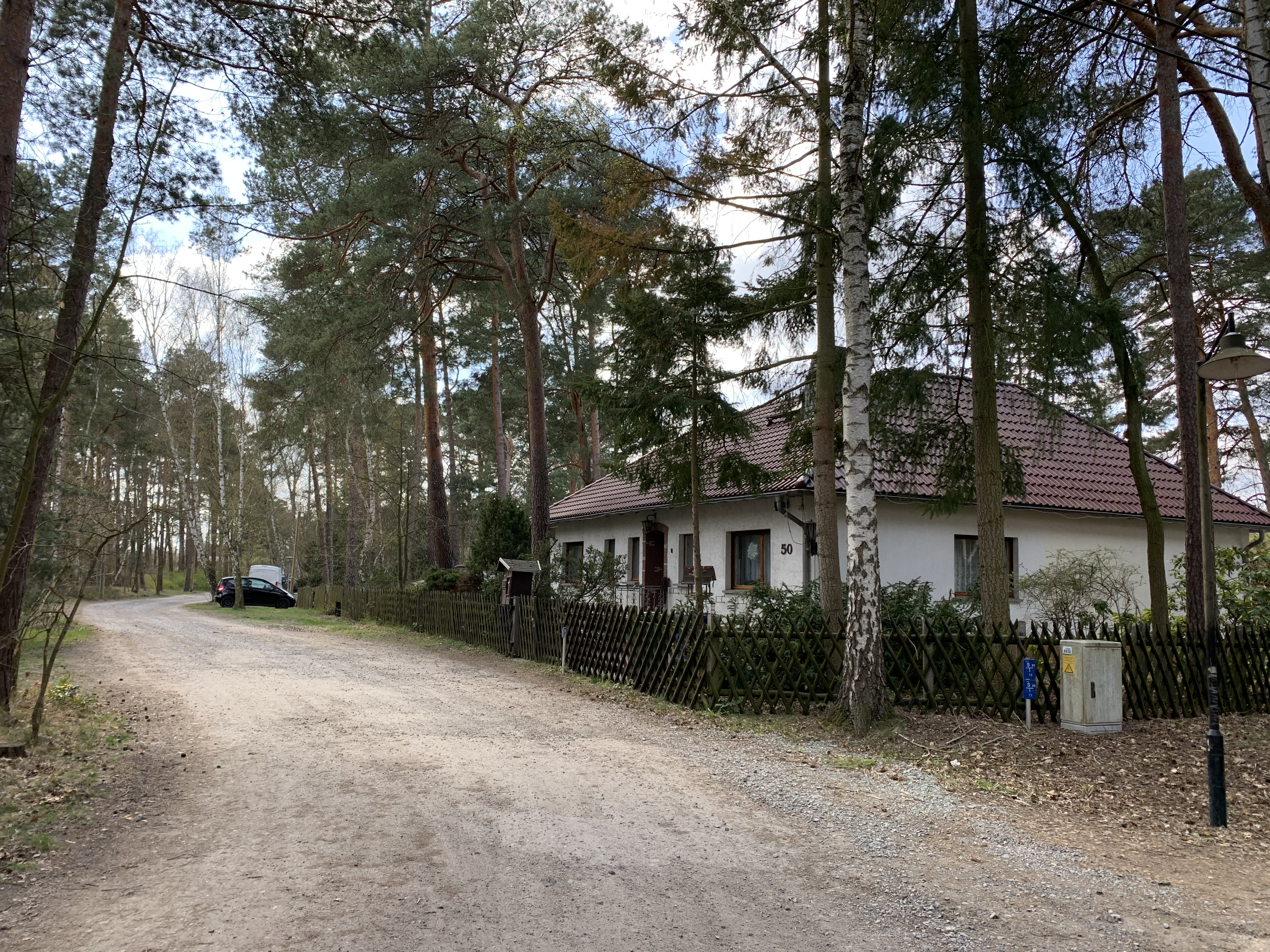
Ortsansicht

Rankenheim ist ein Landhaus am Zemminsee in Groß Köris in Brandenburg. Es wurde als NS-Lehrerlagerstätte und seit 1945 als Kinderheim genutzt. Zudem bezeichnet Rankenheim den umliegenden Ortsteil von Groß Köris.

## Gründung

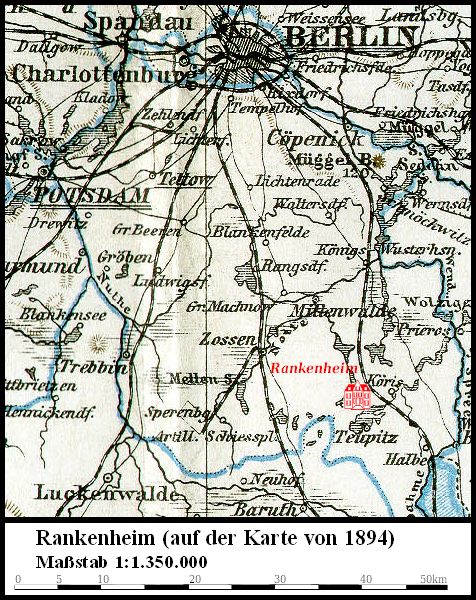
Rankenheim auf der Karte aus dem Brockhaus von 1894

Friedrich Wilhelm Ranke war ein preußischer Regierungsrat, Bruder des Historikers Leopold von Ranke. Er kaufte ab 1843 im brandenburgischen Schwerin, Groß Köris und den Nachbargemeinden Land, wo er u. a. eine Ziegelei und Bäckerei errichtete und Torfstich betrieb. Im Wissen um die Planung der Bahnstrecke Berlin–Görlitz kaufte Ranke ab 1857 in der Gegend nördlich vom Zemminsee über 100 Hektar Land. 1865 errichtete er am Ufer des Zemminsees ein Landhaus. Auf dem Gelände entstanden weitere große Stallungen und Nebengebäude. Groß Köris war um 1860 selbst ein kleines Dorf mit 2 öffentlichen Gebäuden und 41 Wohnhäusern. Mit der Eröffnung der Eisenbahn stieg ab 1866 die Attraktivität der Region – am angrenzenden Schulzensee wurde ein Haltepunkt eingerichtet.
Ranke nutzte seinen Landsitz anfangs als Sommerresidenz, 1867 zog er ganz hierhin. In einem Brief an seinen Bruder Heinrich schrieb er:
„Auf einem Hügel am See mein Haus, am Fuß des Hügels die Wirtschaftsgebäude, neben dem Haus mündet in den See ein schiffbarer Kanal von 1/2 Stunden Länge, welchen ich gezogen habe, auf dem glatten Dach des Hauses ein eisernes Belvedere, von welchem man 10 Seen, viele Städte und Dörfer, viele reich bewaldete Hügel, meine Ziegelöfen und Torfsichte und die Eisenbahn mit einer Haltestelle am See übersieht.“
Er war ein Kunstliebhaber und besaß eine umfangreiche Sammlung – er selbst gab an, 150 wertvolle Ölgemälde, 400 Kupferstiche und 3000 Miniaturen zu besitzen. Mit diesen Schätzen plante er, in Rankenheim eine Galerie einzurichten.
Nach Rankes Tod am 16. Juni 1871 ging das Anwesen auf eine Erbengemeinschaft über, die es verkaufte. Es gab mehrere Besitzerwechsel. Im Jahr 1897 übernahmen zwei Lungenärzte Rankenheim und planten, dort ein Sanatorium einzurichten. Diesen Plan setzten sie nicht um und verkauften im Jahr 1901 Rankenheim an einen Berliner Kaufmann. Nach weiteren Besitzerwechseln fiel Rankenheim um 1930 an die Dresdner Bank. Diese unterteilte das Land von Ranke in 160 einzelne Parzellen, um sie zu verkaufen.

## Nationalsozialismus
Die Dresdner Bank übertrug Rankenheim während der NS-Zeit im Jahr 1935 der staatlichen „Jubiläumsstiftung für Erziehung und Unterricht“. Am 24. Juli 1935 gab der Reichs- und Preußische Minister für Wissenschaft, Erziehung und Volksbildung die Einrichtung der „Schulungsstätte am Zemmin-See“ bekannt, die für Schulungslager genutzt werden soll. Rankenheim sollte aber auch für weitere Zwecke genutzt werden können. Rankenheim war nach der Vorstellung des Instituts sowohl von der ländlichen Lage in der Nähe von Berlin als auch von der Ausgestaltung ein idealer Ort.
„Ein schöneres Fleckchen märkischer Erde lässt sich wohl kaum denken als dies Gutshaus aus leuchtenden Ziegeln in einem schönen alten Parke direkt am Zemminsee, der die Verbindung herstellt zwischen dem Teupitzsee und all den Seen um Köris herum. In dem modern und freundlich eingerichteten Herrenhause hat das Zentralinstitut für Erziehung und Unterricht seine ständige Schulungsstätte eingerichtet, das Rankenheim.“

### Lehrerlager
In erster Linie diente Rankenheim als „Reichsschulungsstätte“ des Zentralinstituts für Lehrerlager im Auftrag des NS-Erziehungsministeriums. Das erste dieser Lager fand im Oktober 1935 unter der Leitung von Hans Reinerth und Alfred Pudelko statt. In den weiteren Lagern trugen u. a. Rudolf Benze und Bernhard Kummer ihre rassistischen Ideen vor, aber auch andere bekannte Dozenten wie der Indogermanist Kurt Stegmann von Pritzwald oder der Musikpädagoge Dietrich Stoverock hielten in Rankenheim Vorträge.
Anfangs fanden diese Lager auch in der ehemaligen Fichteschule in Essen-Kettwig statt. Ab dem Krieg war Rankenheim die alleinige Stelle für die Lehrerlager. Ziel dieser Lager war es, alle Lehrer im Sinne der Nationalsozialistischen Erziehungsideologie umzuschulen und damit eine Neuordnung des Schulwesens zu betreiben.
Dabei wurden anfangs ca. 80–100 Lehrer aus Deutschland in mehrtägigen (meist achttägigen) Veranstaltungen mit Appellen, Arbeitseinsätzen, Sport, Märschen (oder auch Ausflügen) und (relativ kurzen) inhaltlichen Vorträgen geschult. Dieser Aufbau entspricht der anti-intellektuellen Ausrichtung der NS-Erziehung:
„Diese neue Form der Fortbildung, körperliche Betätigung und beruflich-wissenschaftliche Aussprache und Förderung, beides auf der Grundlage der Kameradschaft, weckte auch bei uns mancherlei Bedenken und ernste Sorgen um Gesundheit von Geist und Körper. Als acht Tage vergangen waren, da hatten wir alle die Gewissheit, eine Woche körperlicher und geistiger Erfrischung hinter uns zu haben, deren Nachwirkung wir noch lange verspüren werden.“
Themen waren beispielsweise „Wehrerziehung im mathematischen und naturwissenschaftlichen Unterricht“ dessen Ziel wie folgt zusammengefasst wurde:
„Immer kommt es darauf an, den Blick der Schüler – ihrem Lebensalter und ihrer Art gemäß – auf die für das Leben und die Selbstbehauptung des deutschen Volkes in seinem engen Lebensraum wichtigen Dinge zu richten und dadurch die freudige Bereitschaft zum ganzem Einsatz für die Erhaltung deutschen Bodens und Lebens wachzurufen.“
Mit diesen Schulungslagern wurde eine sehr große Zahl an Lehrern indoktriniert: allein bis 1941 wurden in über 150 Lagern 10.000 Lehrer umgeschult.

### Lager für tschechische Lehrer
Ab Herbst 1941 organisierte die Prager Außenstelle des Zentralinstituts die Umschulung der tschechischen Lehrer, die ebenfalls in Lehrerlagern (mit einem höheren Anteil an völkisch-rassistischen Vorträgen) in Rankenheim durchgeführt wurden. Das Ziel war, an eine völkische Gemeinsamkeit der„böhmisch-mährischen“ mit den reichsdeutschen Lehrern zu appellieren und sie für die Zielstellung des Nationalsozialismus zu gewinnen. Josef Hanika bringt dabei zentrale Elemente der NS-Ideologie wie Antisemitismus und Antikommunismus in seinem Vortrag in Rankenheim auf den Punkt:
„Ein uraltes Heilszeichen ist das Hakenkreuz, ein Sinnbild der sich bewegenden Sonne. Es war einst auch am tschechischen Bauernhaus angebracht, die tschechischen Bauern haben dieses Sinnbild der siegenden Sonne und des mit ihr ewig sich erneuenden Lebens aus der Urzeit herauf also ebenso verehrt wie die Germanen, die baltischen Völker, die Finnen usw. Es wäre Ent-Artung, Entfremdung von der Weltanschauung, der eigenen Vorfahren, wenn sich die Tschechen von den zerstörenden Mächten – heute Judentum, Marxismus usw. – auf die Dauer gegen dieses Zeichen, unter dem heute für die völkische Ordnung gekämpft wird, aufbringen ließen.“

### Sonstige Nutzung
Im Jahr 1935 führte das Institut sogenannte „Nationalpolitische Lehrgänge“ für Schülerinnen und Schüler durch, wie sie an vielen Stellen in Deutschland in Schullandheimen zur Indoktrinierung und Disziplinierung der Jugend stattfanden. Der Alltag in den Lagern „war streng reglementiert und folgte – wie bei allen Formen der NS-Lagererziehung – einem ausführlichen Dienstplan, in dem Wehrerziehung und ideologische Indoktrination eine herausragende Rolle spielten.“
Rankenheim diente außerdem vereinzelt auch als Austragungsort für Fachtagungen wie z. B. der Arbeitstagung der Amtsgruppe Kriegsmarine-Rüstung zu „Schallausbreitung im Wasser“ am 20./21. Mai 1943, an der u. a. der Physiker Erwin Meyer mitwirkte. Es gab Exkursionen von Zoologen unter der Leitung von Heinrich Jacob Feuerborn an denen auch Konrad Herter und Günter Tembrock teilnahmen. Herter beschreibt in seinen Memoiren Rankenheim wie folgt: „Herrliche Villa in altem Park am Zemmin-See... Bei uns sind unten sehr schöne Aufenthaltsräume mit Terrasse. Sogar ein Musiksaal.“
Im August 1943 wurde kriegsbedingt die Bibliothek und das Archiv des Zentralinstituts nach Rankenheim verlegt, dazu gehörte auch der gesamte Bestand des Heilpädagogischen Archivs Berlin. Ab dem 13. Februar 1945 war Rankenheim offiziell die „Hauptdienststelle“ des Instituts, auch wenn der Betrieb weitgehend zum Erliegen gekommen war und an sich aus der Potsdamer Wohnung von Rudolf Benze geleitet wurde.

### Gegner des Nationalsozialismus in der Nachbarschaft
Der Filmproduzent bei Tobis, Herbert Engelsing erbaute in der Zemminerseestraße ein Ferienhaus kaum 150 Meter von dem Herrenhaus in Rankenheim entfernt, um einen Rückzugsort für seine von den Nazis aufgrund der Nürnberger Gesetze bedrohte Familie zu schaffen – seine Frau Ingeborg, geb. Cahn, stammte aus einer jüdischen Familie. Dieses Haus überließ er auch anderen Verfolgten und Widerständlern. Die NS-Gegner Libertas Schulze-Boysen und ihr Mann Harro lebten zeitweise in der Zemminerseestraße. Dort trafen sie sich auch mit den Mitgliedern der Roten Kapelle.
Ebenfalls benachbart waren Mitglieder einer kommunistischen Gruppe, die es sich zum Ziel gesetzt hatte, Ernst Thälmann zu befreien. Sie hatten den Plan, ihm zur Flucht zu verhelfen, wobei sie ihn für eine Zeit in einem Herrenhaus am Zemminsee verstecken wollten. Diese beiden Gruppen standen auch in Kontakt miteinander.

### Autobahnbau
In den Jahren 1937 und 1938 wurde die Autobahn Strecke 60 durch den Siedlungsteil Rankenheim geführt. Dazu wurden zwei Brücken angelegt, das Ostufer des Zemminsees verlegt und der entstandene Damm durch Moorsprengung am 6. Februar 1938 so verdichtet, dass ein stabiler Unterbau für die Autobahn entstand. Mit der Autobahn wurde Rankenheim von dem Rest von Groß Köris abgetrennt, gleichzeitig führte die verbesserte Verkehrsanbindung hier zum Bau eines neuen Wohn- und Wochenendgebiet.
Zu Kriegsende lag Rankenheim nördlich des Kessels von Halbe. Die Waffen-SS versuchte die Autobahn-Brücken zu sprengen, um den Vormarsch der roten Armee zu behindern. Dieser Plan gelang nicht, weil zwei ältere Bürger aus Groß Köris, die als Volkssturm zur Bewachung der Brücken eingesetzt waren die Zündkabel durchtrennten. Die Brücke über die Berliner Straße in Groß Köris wurde aber schwer beschädigt. Die Autobahn wurden erst im Jahr 1952 so repariert, dass sie wieder voll nutzbar war.
Nach der Befreiung vom Nationalsozialismus diente Rankenheim kurzfristig als Lazarett. Noch im Jahr 1945 wurde in dem Landhaus ein Waisenhaus eingerichtet, das ab 1947 von der Landesregierung als Landeskinderheim mit 100 Plätzen betrieben wurde. Die Unterlagen des Zentralinstituts wurden abtransportiert und Großteils verbrannt.

## DDR-Zeit
Ab 1952 wurden „schwererziehbare“ Jungen in Rankenheim untergebracht. Die Bezeichnung des Heims wandelte sich in der Folgezeit in den Unterlagen mehrfach von „Spezialheim“, „Hilfsschulheim“ und „Heim für schwererziehbare, bildungsfähige schwachsinnige Kinder“. Die Kapazität betrug 75 Plätze, zuständiger Träger war der Kreis Königs Wusterhausen.
Im November 1965 wurde Rankenheim in das Kombinat der Sonderheime für Psychodiagnostik und pädagogisch-psychologische Therapie eingegliedert als Spezialheim für „verhaltensgestörte“ bzw. „schwer erziehbare“ „Hilfsschüler“. Es wurden bis zu 72 Jungen im Alter von 7 bis 15 Jahre in sechs Gruppen untergebracht, wobei jede Gruppe einer Schulklasse entsprach. Die Beschulung fand in den Gruppenräumen statt. Wichtiges therapeutisches Mittel war die Milieutherapie: „also der Einfluss der äußeren Heimumstände und des Tagesablaufes auf die Heimkinder“.
Bei einer Visitation im Dezember 1965 lebten 50 Kinder in Rankenheim – davon waren 24 ohne ordentliches Aufnahmeverfahren untergebracht, was als „völlig ungesetzlich“ galt. Es gab die Vermutung, dass andere Heimeinrichtungen „Problemfälle“ in das Spezialheim „abgeschoben“ hätten. Zugleich wurde festgestellt, dass die 21 pädagogischen Mitarbeiter zu einem großen Teil (noch) nicht die fachliche Qualifikation besaßen, um die heilpädagogische Konzeption umzusetzen. Hinzu kam noch – was auch in Kombinatseinrichtungen eine Besonderheit war – ein Psychologe, der neben der Umsetzung der „gesellschaftspolitische Arbeit“ auch die Anleitung der Erzieher zur Umsetzung der Konzeption leisten sollte.
Aus dem Visitationsbericht von 1968 schlussfolgert Christian Sachse: „Im Tonfall des Berichtes sind bestimmte Differenzen zum sonstigen rigiden System der Disziplinierung zu erkennen: Lehrer und Erzieher brächten Verständnis für die „Defekte der Kinder“ auf, was sich wohltuend auf das Verhältnis zwischen Personal und Insassen auswirke. Stil und Ton der Erziehung seien der besonderen Situation angepasst, 'dass das Kontaktverhältnis der Kinder zu Lehrern und Erziehern gut sein kann.‘“
1978 wurde zusätzlich eine Schule mit Turnhalle in Rankenheim errichtet.
Das für das Kombinat zuständige Ministerium für Volksbildung stellte in einem Planungsgespräch vom 24. April 1984 erneut fest, dass als „Problemfälle“ bezeichnete Kinder aus anderen Heimen in Rankenheim „entsorgt“ würden, die beispielsweise „extrem aggressive Abwehrreaktionen gegen erzieherische Maßnahmen, fast absolute Missachtung der Autorität aller an der Erziehung beteiligten Personen“ oder Auffälligkeiten wie „abnorme Gewohnheitsbildungen und Reaktionen wie Einnässen, Einkoten, Schreikrämpfe ohne Anlass, […] chronisches Weglaufen“ zeigten. Woraus die Frage entstand, ob die fachlichen Anforderungen von dem Personal zu schaffen seien – wobei von den Inspektoren die hohe Motivation der Mitarbeiter und die geplante Einführung psychotherapeutischer Angebote betont wurde.
Eine Inspektion im November desselben Jahres durch den eigentlich nicht zuständigen Bezirk Potsdam verdeutlichte die politische und fachliche Auseinandersetzung um das Kombinat. Christian Sachse fasste die Ergebnisse wie folgt zusammen: „Es wurde festgestellt, dass das Heim zwar mit der Zentrale des Sonderheimkombinates sehr eng zusammen arbeite, jedoch „gegen Einflüsse anderer Art stark abgeschirmt“ sei. Anregungen aus benachbarten Fachgebieten der Sonder- und Hilfsschulpädagogik würden weder in der Theorie wahrgenommen noch in der Praxis berücksichtigt. Diagnostiziert wurden „sehr kombinatsspezifische Interpretationen“ der pädagogischen Wissenschaften. Die internen Möglichkeiten der Qualifizierung im ganzen Kombinat wurden als unzureichend bewertet.“ Es wurde die Forderung nach stärkerer Einflussnahme auf das Heim durch den Bezirk aufgestellt.
Im Jahr 1987 wurde die Platzanzahl mit 70 angegeben – bei einer durchschnittlichen Auslastung von 55 Jungen. 1988 wurde das Kombinat in das „Pädagogisch-Medizinisches Zentrum“ (PMZ) umgeformt. Rankenheim wurde dadurch eine Einrichtung des Bezirks Potsdam.

## Seit der Wende
Nach der Wende wurde Rankenheim wie auch die anderen ehemaligen Einrichtungen des Kombinats dem Ministerium für Bildung, Jugend und Sport Brandenburg unterstellt. Dieses rief im Jahr 1992 die Stiftung „Großes Waisenhaus zu Potsdam“ wieder ins Leben und übertrug ihr die Aufgabe, die Trägerschaft für diese Einrichtungen zu organisieren. Dazu gründete die Stiftung 1994 die „GFB-Gemeinnützige Gesellschaft zur Förderung Brandenburger Kinder und Jugendlicher mbH“, die die Trägerschaft von acht Einrichtungen übernahm – darunter auch Rankenheim. Dabei gab es nach Angaben des damaligen Leiters Heinz Gode aber auch Gespräche von Seiten der Heimleitung über einen Beitritt beim Verband Westfälischer Kinderdörfer.
Rankenheim wurde in der Folge konzeptionell auf eine neue Grundlage gestellt, umgebaut und wurde am 1. September 1995 als Kinder- und Jugenddorf als Einrichtung der Kinder- und Jugendhilfe wiedereröffnet. Neben 33 Heimplätzen befinden sich in Rankenheim der Pflegekinderdienst des Landkreises Dahme-Spreewald und eine öffentliche Schule.